# Кочегарка (шахта)
Кочегарка (шахта) — исторически известная угольная шахта производственного объединения «Артёмуголь», в городе Горловка Донецкой области. Основана в 1867 году. Первоначальное название: «Корсунская копь № 1».

## История
При строительстве Азовского рельсового завода по инициативе горного инженера П. Н. Горлова было принято решение построить для будущего завода каменноугольный рудник, строительство которого началось в сентябре 1871 года. Рудник получил наименование «Корсунская копь».

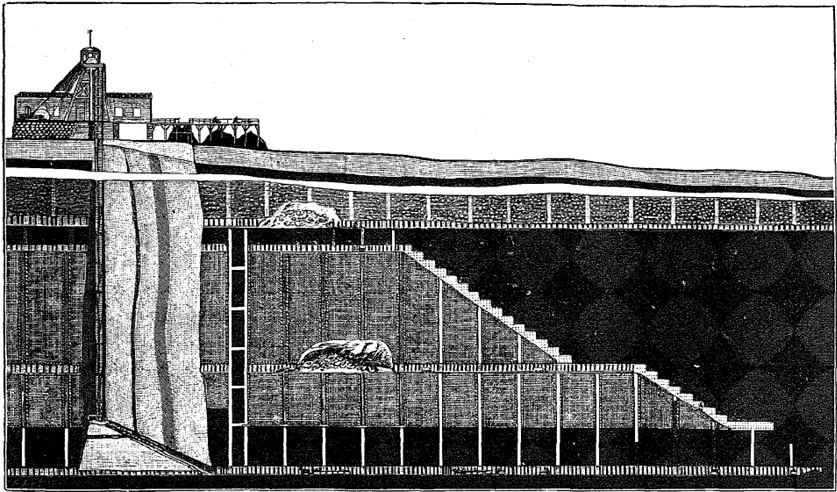
Потолкоуступная разработка каменного угля в Корсуньском руднике № 1, 1895

Он строился и эксплуатировался с учетом последних достижений горного дела. Впервые в горной практике П. Н. Горлов применил потолочноуступную систему добычи каменного угля, с закладкой выработанного пространства, которая дала возможность начать промышленную разработку крутопадающих пластов. Технология широко применяется и в наши дни.

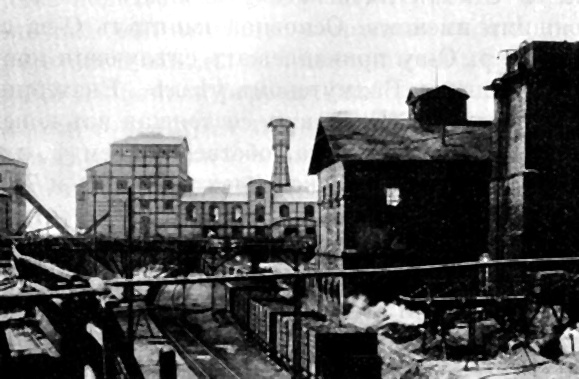
Косуньская копь № 1, 1912

Оборудованный новейшей техникой того времени Корсунский рудник включил в себя все горные выработки ранее реконструированных П. Н. Горловым шахт и стал одним из крупнейших угольных предприятий Донбасса. Уже в 1879 году задействованными в работе на копи были более одной тысячи человек, которые добывали свыше 5 млн. пудов каменного угля. 
Рядом с рудником был построен поселок с соответствующей инфраструктурой и железнодорожная станция, а позднее город, получивший в середине 80-х годов XIX века наименование Горловка и ставший впоследствии городом областного значения, Центром Горловско-Енакиевской агломерации. 
Впоследствии шахта была разрушена немецко-фашистскими захватчиками во время Великой Отечественной войны 1941—1945, восстановлена в 1955, реконструирована в 1964 году. 
За особо выдающиеся заслуги в рудовой деятельности шахта «Кочегарка» в 1967 году была награждена орденом Ленина. 
В 1997 году шахта ликвидирована в соответствии с планом закрытия убыточных шахт в Донецкой области. На момент ликвидации на шахте работало около 5 тыс. человек.

## Характеристики
- Глубина 1200 м
- Проектная мощность 900 тыс. т угля в год
- Мощность пластов 0,45…1,6 м
- Угол падения 45…70 %
- Глубина разработки 1080 м

Разрабатывала 29 пластов; отработана на рубеже XX—XXI веков.